# Malden (Illinois)
Malden – wieś w Stanach Zjednoczonych, w stanie Illinois, w hrabstwie Bureau.